# 根本はるみ
根本 はるみ（ねもと はるみ、1980年7月28日 - ）は、日本の元グラビアアイドル、元タレントである。2000年代に活動した。
千葉県市原市出身。千葉県立京葉高等学校卒業。イエローキャブに所属していた。

## 人物・エピソード
- デビュー前、面接のため野田義治に会いに行った際に「オッパイが異常なくらい大きいので合う服がない」という理由からジャージ姿で現れた。以降グラビアアイドルとして人気を博す。同時期に活動していた小池栄子と仲が良い。
- そのボリューミーな身体は、野性爆弾のくっきー!から「鬼の末裔」と称された。くっきー!は、根本引退後も『クイズ☆正解は一年後』（TBS系）でネタにするほどである（「2018年の『ドラゴンボール超』で放送されるタイトルは?」という問題で「根本はるみ」というタイトルを考案）。
- 『愛のエプロン』（テレビ朝日系）では、プロフィールに違わぬ上手な料理の腕前を披露しており、2006年3月15日の放送では5位・特〜上エプにランクされた。
- 高校卒業後、オーストラリアに3年留学していた為、英会話が得意。『空飛ぶグータン』（フジテレビ系）ではアメリカ人モデルで女優のデヴォン青木と流暢な英語で会話していた。
- 芸能人女子フットサルチーム「carezza」のオリジナルメンバーであったが、イエローキャブとサンズエンタテインメントの分裂に伴い、離脱。
- 女性アイドルグループ「R.C.T.」のメンバーとして、2002年から2004年にかけて活動。
- 網野泰寛とのユニット「BLUME」としてデュエット曲「I&I」を2006年12月6日にリリース。
- 市原市出身であることもあって、ジェフユナイテッド市原・千葉のファンである。
- 『クイズプレゼンバラエティー Qさま!!』のニセ温泉ロケにおいて、冷水に動じない演技力を見せている。
- 超音波を使用したエクササイズ器具「Narlボディーデザイン」の（通販）のコマーシャルで、1ヶ月でウエストを68cmから59.8cmにサイズダウン成功した、と発表している[2]。
- 趣味はサーフィン。その影響で、肌が黒い。自らのブログを「波乗り日記」と題するように、仕事の話とともにサーフィン日記のエントリー（話題）が多い。主に千葉南の外房のポイントに出没しているという。2006年の夏には、湘南で開かれた大会に（テレビの企画などとは関係なく）個人の資格でエントリーした。
- 2006年10月22日放送の『ダウンタウンのガキの使いやあらへんで!!』の企画「ヘイポーときめきデート」に出演。体を張った企画に挑戦した。
- 熊田曜子と一緒に出演した『さんまのまんま』では、明石家さんまに対し「私と付き合ってくれたら、胸を揉ませますよ!」と発言し、さんまを困惑させた。
- 国際食学協会の「才食健美!親善大使2009-2010」に選ばれ、マクロビオティック検定A級プログラムを受講開始し、食学普及特使として活動することになった。
- 2010年9月29日、一般人男性との結婚を発表し芸能界を引退した。現在はハワイで生活をしている（ブログによる）[1]。

## 出演

### テレビ
- 水10!ワンナイR&R（フジテレビ）
- いきなり!黄金伝説。（テレビ朝日）
- 走れ!ガリバーくん（関西テレビ）
- クイズプレゼンバラエティー Qさま!!（テレビ朝日）
- 愛のエプロン（テレビ朝日）
- ガチンコ視聴率バトル（テレビ朝日）
- 天才てれびくんMAX（NHK教育テレビ）
- パチンコNOWTV（中部日本放送）ダイコク電機提供番組
- 今夜もドル箱!!R（テレビ東京）レギュラーゲスト扱い
- 田舎に泊まろう!（テレビ東京）
- 芸恋リアル（読売テレビ）
- 根本はるみの勉強部屋〜経済、わかりません!(tvk)
- コミュニTV 熱情放送（2007年3月、CATV系）
- 3か月トピック英会話 話して聞きとる!ネイティブ発音塾（2009年1月6日〜、NHK教育テレビ）
- 宇宙トラベラー根本はるみのゼロG体験!（旅チャンネル）

### テレビドラマ
- ブルーもしくはブルー(NHK)
- 俺たちの旅SP 30年目の運命（2003年、NTV） - むつみ 役
- 月曜ミステリー劇場 十津川警部シリーズ31 四国連絡特急殺人事件（2004年3月29日、TBS） - 井崎玲子 役
- 土曜ワイド劇場 鉄道捜査官8（2007年9月29日、EX） - 橋爪亜希 役

### ラジオ
- イエローキッス(Kiss-FM KOBE)
- おとじまん（アール・エフ・ラジオ日本）
- KBCラジオ・チャリティー・ミュージックソン（2003年12月24-25日、KBCラジオ）

### オリジナルビデオ
- 女囚611〜獣牝（おんな）たちの館（2007年、GPミュージアムソフト）
- 女囚611〜獣牝（オンナ）たちの逆襲（2007年、GPミュージアムソフト）
- 女囚飼育611（2007年、GPミュージアムソフト）

### CM
- ミスサプライズ（京楽）
- 赤城乳業 スーパーソフト
- レオ・コーポレーション イメージキャラクター
- プライム NARL<ナール>ボディデザイン
- オートパンサー 新車・中古車・航空機販売

### 舞台
- フラガール（2008年） - 熊野早百合 役

### 吹き替え
- ヴァン・ヘルシング（2004年） - ヴェローナ（シルヴィア・コロカ） 役 ※劇場公開版

## 作品

### DVD
- HAL（2002年、メディアバンク）
- treasure vol.6 根本はるみ「mermaid」（2002年、トラフィックジャパン）
- Typhoon（2002年、ポニーキャニオン）
- Nemo Nemo（2003年、キングレコード）
- Splash Girls The Best Bomber Girls!!（2003年、アクアハウス）
- OASIS（2003年、ラインコミュニケーションズ）
- R#シリーズ 305 根本はるみ SHOCKING MERMAID（2003年、ハピネット・ピクチャーズ）
- バーチャル・ビュー 根本はるみ 「ザ・インサイド」 （2003年、ポニーキャニオン）
- 根本はるみ 「テレ朝エンジェルアイ 2003」（2003年、エイベックス・ディストリビューション）
- Beauty Beast（2003年、コムアライアンス）
- 根本はるみと家族プレイ（2003年、竹書房）
- DVDマガジン First Impression Vol.1（2004年、ケイエスエス販売）
- 根本はるみ（2004年、h.m.p）
- SILKY COLLECTION「Se-女2」（2004年、イーネット・フロンティア）
- X-BODY（2005年）
- HaruMIX（2005年、ラインコミュニケーションズ）
- Special DVD-BOX（2005年、ラインコミュニケーションズ）
- SURF GIRL（2007年、ティーエムシー）
- 神秘と癒しのハワイ島 〜根本はるみ アロハとマナを求めて〜（2008年、東宝）

### ゲーム
- まーじゃんパーティー アイドルと麻雀勝負（2004年、株式会社シービーシー）

## 書籍

### 写真集
- MARVELOUS(マーベラス)（2002年6月、アクアハウス、撮影：上野勇）ISBN 978-4860460464
- Yellow（2002年7月、コンパス、撮影：山岸伸）ISBN 978-4877630966
- 103センチメンタル（2002年10月10日、講談社、撮影：三輪憲亮）ISBN 978-4063301830
- ポケットに根本はるみ(講談社プラスアルファ文庫エクストラ)（2003年1月、講談社、撮影：井ノ元浩二、編集：ヤングマガジン）ISBN 978-4062566995
- 根本はるみビジュアルムック+3P(ミリオンムック)（2003年1月、大洋図書）ISBN 978-4813007166
- i(YC photo book)（2003年3月、秋田書店、撮影：上野勇、編集：ヤングチャンピオン編集部）ISBN 978-4253010818
- SWEET NEMOTION（2003年4月、学研、撮影：木村晴）ISBN 978-4054018181
- Surprise―根本はるみ&R.C.T.写真集（2003年4月、音楽専科社、撮影：井ノ元浩二）ISBN 978-4872791273
- Nemoブラ(Bamboo Mook)（2003年6月、竹書房、撮影：平地勲）ISBN 978-4812412152
- 根本はるみのラブテクニック 巨乳恋愛講座（2003年7月19日、竹書房、撮影：木村智哉）ISBN 978-4812412770
- N2（2004年11月、音楽専科社、撮影：横内禎久）ISBN 978-4872791709